# Hôtel de la Mission Royale
L’hôtel de la Mission Royale est un édifice situé dans la ville de Nancy, en Meurthe-et-Moselle région Lorraine (Grand Est).
Le bâtiment accueille aujourd’hui le campus de Nancy de l’Institut d'études politiques de Paris (Sciences Po).

## Histoire
Il est un apostolat des Missions Royales fondé en 1739 par Stanislas Leczcynski, roi de Pologne et duc de Lorraine qui confie l'élaboration des plans à Emmanuel Héré. L'hôtel est construit en 1741-1742 et inauguré le 2 février 1743.

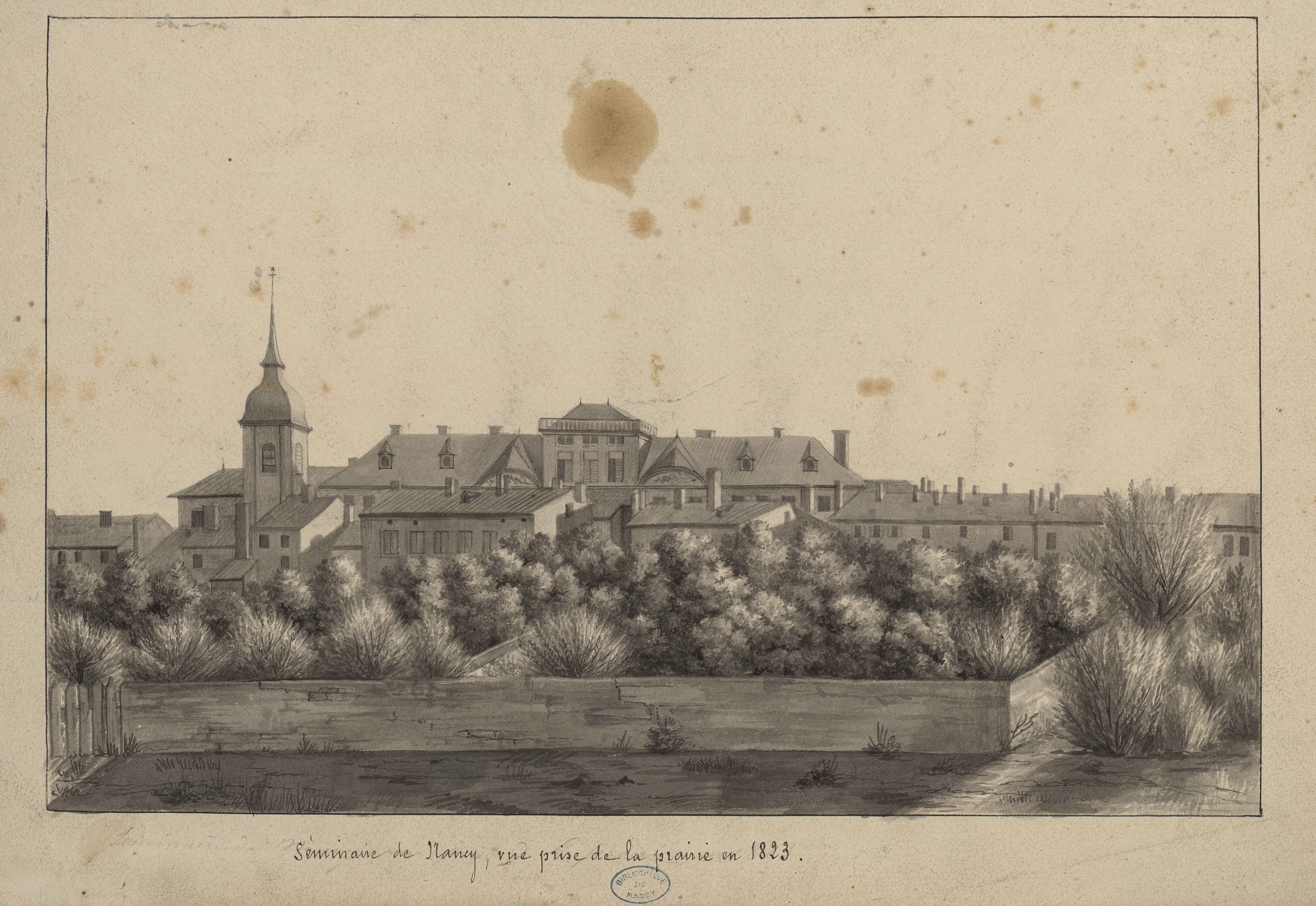
En 1823 alors grand séminaire.

Les façades et couvertures du bâtiment principal sur la rue de Strasbourg avec ses galeries voûtées, l'escalier en pierre avec rampe en fer forgé donnant accès au premier étage, la lanterne en fer forgé du vestibule, le salon de l'évêque situé à gauche du vestibule avec ses boiseries-corniches en plâtre sculptées, son plafond, son dallage et sa cheminée en marbre, l'ancienne église Saint-Pierre sont inscrits au titre des monuments historiques par arrêté du 21 février 1940.
Les façades et toitures, à l'exclusion de la galerie du XIXe siècle, la cage d'escalier et le vestibule sont classés au titre des monuments historiques par arrêté du 21 octobre 1997.
En 2000, l'Institut d'études politiques de Paris choisit le bâtiment pour y fonder son campus délocalisé de Nancy, centré sur l'étude des mondes germaniques.